# Parupeneus posteli
Parupeneus posteli Fourmanoir & Guezé, 1967 è un pesce di acqua salata appartenente alla famiglia Mullidae proveniente dall'ovest dell'oceano Indiano.

## Distribuzione e habitat
È una specie demersale che proviene da Riunione. Vive sui fondali sabbiosi tra i 150 e i 250 m di profondità.

## Descrizione
La lunghezza massima registrata è di 15,2 cm.

## Conservazione
Questa specie viene classificata come "a rischio minimo" (LC) dalla lista rossa IUCN perché non viene pescata particolarmente di frequente non essendo tipica delle acque costiere.